# 美国国家安全委员会

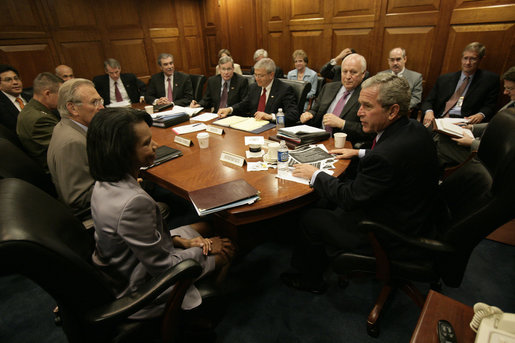
小布什总统与国家安全团队在白宫开会，2006年7月5日

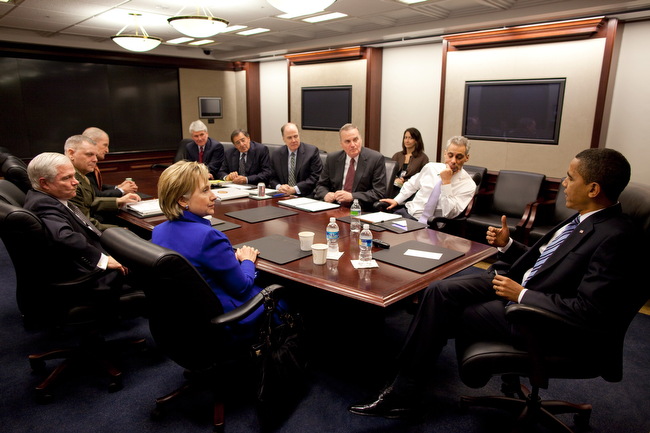
奥巴马总统与国家安全团队在白宫开会，2009年3月16日

，美国官方有时又译美国国家安全事务委员会，簡稱國安會（NSC），是由美国总统主持的最高级别国家安全及外交事务决策机构，依据《1947年国家安全法》设立，自成立以来的主要任务是协助总统处理外交及安全事务并制定相关政策。

## 历史
美国国家安全会议根据《国家安全保障法》成立于1947年，当时美国和苏联在全球范围的冷战态势已经逐渐酝酿成形，美苏关系日趋紧张。在这种背景下，时任美国政策制定者认为单凭外交努力已经无法有效牵制苏联，故创设国家安全会议用以协调军队（包括海、陆、空以及海军陆战队）及国内情报及国家安全机构，制定统一的外交安全政策。近年来，该会议的决策过程中形式主义的部分（如会议时间、地点、参与者等）越来越淡化，但在美国国家安全与外交决策中的地位越来越重要。

## 国家安全会议成员
- 主席：美国总统；
- 正式成员：副总统、国务卿、国防部长、財政部長、国土安全部长、能源部長；
- 军事顾问及定期參與成員：参谋长联席会议主席；
- 情报顾问及定期參與成員：国家情报总监；
- 藥物管理政策顧問：國家藥物管制政策總監；
- 其他定期參與成员：白宮幕僚長、国家安全顾问、副國家安全顧問、司法部長、國土安全顧問；
- 追加与會成员：白宮法律顧問、中央情報局局長、經濟政策助理、美国驻联合国大使、美國貿易代表、行政管理和预算局局长、國家安全事務副法律顧問（根据每次会议内容名单发生变化）。[43]